# Auda Abu Tayi

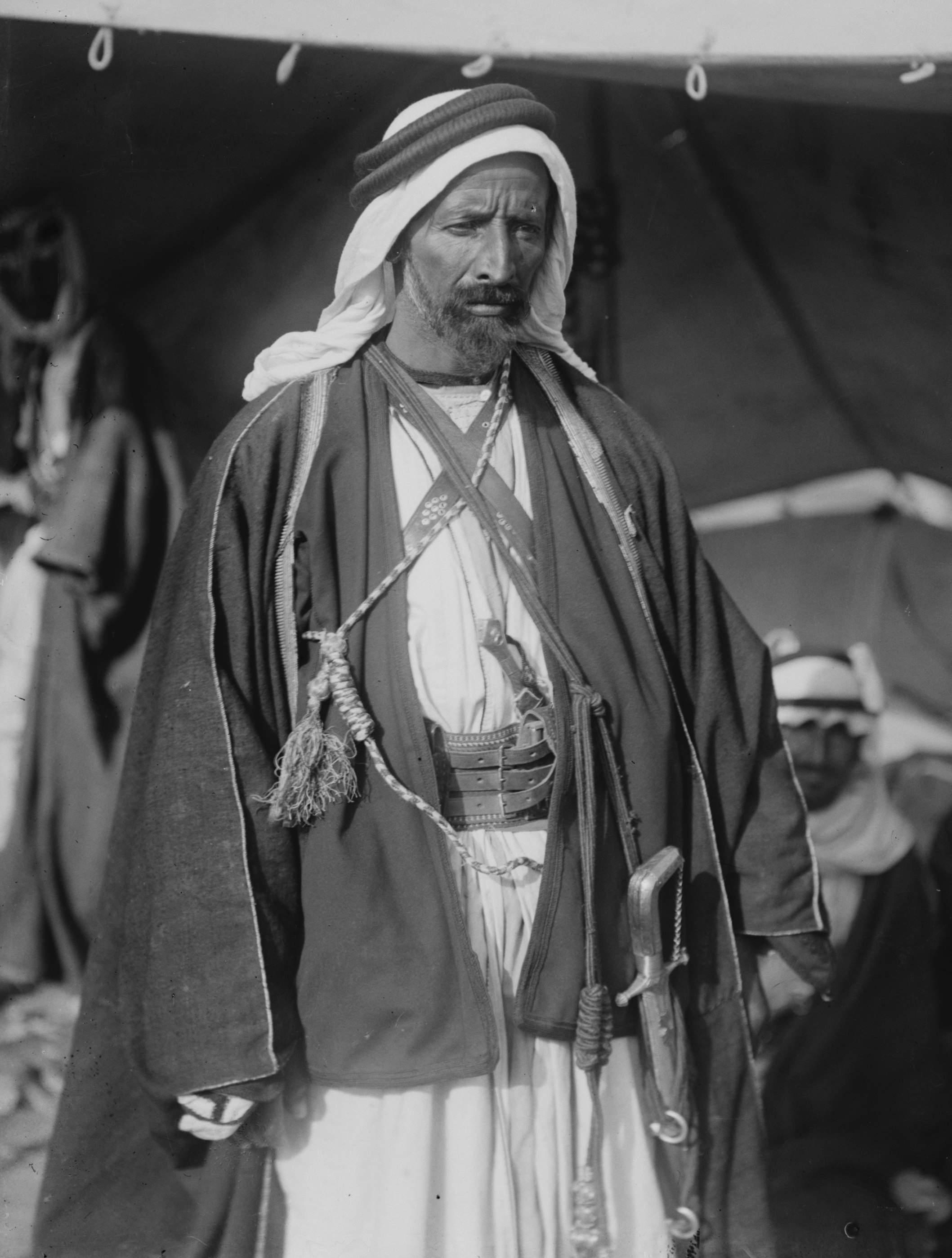
Auda Abu Tayi

Auda ban harb al-abo seed al-mazro al-tamame ibu Tayi (1874-1924), of Auda abu Tayi, Awda abu Tayi, enz. (Arabisch: عودة أبو تايه) was een leider (sjeik) van een sectie van de Howeitat of Huwaytat, een Arabische stam tijdens de Grote Arabische opstand tijdens de Eerste Wereldoorlog. De Howitat leefde in het tegenwoordige Jordanië.
Auda was een belangrijk persoon tijdens de Arabische opstand; buiten Arabië kreeg hij vooral bekendheid omdat hij voorkomt in het boek Seven Pillars of Wisdom van de Britse kolonel T. E. Lawrence en een belangrijke rol heeft in de film Lawrence of Arabia van David Lean.

## Howeitat
Lawrence beschreef dat de Howeitat vroeger onder leiding van het Huis Rasjid stonden, de emirs van Hail, maar in enkele groepen waren uiteengevallen. Auda had daarbij de controle verkregen over de oostelijke Howeitat, bekend als de abu Tayi. Auda had de claims van zijn vader, Harb abu Tayi (? – 1904) overgenomen, die de leiding over de stam had betwist met Arar ibn Jazi. Auda en een andere rivaal van Arar ibn Jazi, Arar's half-broer Abtan, brachten verandering aan in de wijze van levensonderhoud van de Howeitat. Van een bestaan van boeren en kameelherders met een vaste woonplaats, gingen ze over tot roof- en plundertochten. Dit zorgde voor een toename van de welvaart van de stam, maar betekende ook een meer nomadische leefstijl. Lawrence stelde dat de Howeitat bedoeïenen waren, maar eigenlijk waren ze slechts kort daarvoor overgegaan op het nomadenbestaan. De spanningen tussen hen en de Ottomaanse regering waren opgelopen na een incident in 1908, waarbij twee soldaten werden gedood die de betaling van een belasting kwamen opeisen waarvan Auda claimde dat die al was betaald. Auda stelde dat op de soldaten werd geschoten toen die het vuur op hem openden.

## Leven
Auda abu Tayi wordt gezien als een held van de Arabische opstand. Terwijl prins Faisal als profeet van de islam werd gezien, was Auda de krijgsheer. Lawrence romantiseerde hem als iemand die alles wat nobel, krachtig en trots aan bedoeinen is, in zich had; "de grootste strijder in noordelijk Arabië", met een indrukwekkende afstamming van generaties Howeitat-woestijnkrijgers. 
Zoals gebruikelijk in de woestijn, was Auda bekend om zijn gastvrijheid en vrijgevigheid zodat hij altijd arm bleef, ondanks de opbrengsten van vele rooftochten. Hij woonde in de woestijn nabij de Hidjazspoorweg. Hij gaf de voorkeur aan isolement, nadat hij een schuld-inner uit Constantinopel had gedood en de Turken een prijs op zijn hoofd hadden gezet.

## Arabische opstand
De stamgenoten van Auda werden beschouwd als de beste woestijnstrijders, zodat hun steun van vitaal belang was voor de Arabische opstand. Auda werd oorspronkelijk bezoldigd door het  Ottomaanse Rijk, maar switchte naar Lawrence en Faisal I van Irak. Met het vooruitzicht, de Turken uit Arabië te verdrijven, en het lokaas van goud en roofbuit, sloot Auda zich aan bij de Arabische opstand en werd fervent voorstander van de Arabische onafhankelijkheidsbeweging. Hij werd herhaaldelijk door de Turken benaderd en met geld verleid om weer hun kant te kiezen, maar wilde niet op zijn woorden terugkomen. Hij was met zijn stamgenoten doorslaggevend bij de Slag om Akaba (juli 1917) en de Slag om Damascus (oktober 1918).

## Na-oorlogse jaren
Na het einde van de Arabische regering over Damascus trok Auda zich terug in de woestijn. Hij liet een paleis bouwen bij Al-Jafr ten oosten van Ma'an, waarbij hij gebruik maakte van gevangengenomen Turken. Hij overleed in 1924 voordat het paleis klaar was en werd begraven in Ras al-Ain, Amman, Jordanië.
Zijn kleindochter, Maryam Abu Tayi, is professor in de geschiedenis in Jordanië.